# Mạng lưới Sông ngòi Việt Nam
Mạng lưới Sông ngòi Việt Nam là một diễn đàn mở tập hợp sự tham gia của đại diện các tổ chức phi chính phủ Việt Nam, các nhà khoa học, nhà nghiên cứu, cán bộ của các cơ quan nhà nước và người dân ở các cộng đồng có quan tâm tới việc bảo vệ nguồn tài nguyên nước và phát triển bền vững ở Việt Nam .
Diễn đàn có tên giao dịch tiếng Anh là Vietnam Rivers Network, viết tắt là VRN.
Diễn đàn được thành lập tháng 11/2005, và được điều hành bởi Trung tâm Bảo tồn và Phát triển Tài nguyên Nước viết tắt WARECOD, thành viên của Liên hiệp các Hội Khoa học và Kỹ thuật Việt Nam .
Văn phòng liên lạc miền Bắc đặt tại phòng 1411, tòa nhà Thăng Long Tower, số 99 Mạc Thái Tổ, Cầu Giấy, Hà Nội .

## Mục tiêu chiến lược
- Xây dựng diễn đàn đa chiều tạo điều kiện chia sẻ, tiếp nhận thông tin, kiến thức, kinh nghiệm.
- Nâng cao nhận thức và tăng cường năng lực cho các thành viên và cộng đồng.
- Mở rộng và tăng cường quan hệ trao đổi, hợp tác với các đối tác có liên quan.
- Thực hiện vai trò giám sát, phản biện độc lập và vận động chính sách liên quan đến tài nguyên nước dựa vào các căn cứ khoa học và thực tiễn.